# Jean-Pascal Delamuraz
Jean-Pascal Delamuraz (Vevey, 1º aprile 1936 – Losanna, 4 ottobre 1998) è stato un politico svizzero nelle file del Partito Liberale Radicale è stato consigliere federale dal 1984 al 1998 e Presidente della Confederazione nel 1989 e nel 1996.

## Biografia

### Formazione
Laureato in scienze politiche all'Università di Losanna nel 1960, è stato direttore amministrativo dell'Esposizione nazionale svizzera del 1964 a Losanna. Nel 1965 diventa segretario permanente del Partito Radicale Valdense. Entra nel consiglio comunale di Losanna lo stesso anno.
Nel 1970 è il principale responsabile delle opere pubbliche della città di Losanna, mentre nel 1998 ha conseguito un dottorato honoris causa dalla Scuola politecnica federale di Losanna. 

## Attività politica

### Consiglio federale
Nel 1974 accede alla carica di sindaco della città di Losanna. Nel 1975 arriva ad occupare un posto nel Consiglio nazionale, sede che occuperà fino al 1983.
Nel 1981 è entrato nel Consiglio di Stato del Canton Vaud, dove dirige il Dipartimento di Agricoltura, Industria e Commercio, una funzione che occuperà per due anni.
Il 7 dicembre 1983, viene eletto al Consiglio federale sostituendo il radicale valdese Georges-André Chevallaz, con 130 voti su 241.
Nel 1984 dirige il Dipartimento federale della difesa, della protezione della popolazione e dello sport: durante questo periodo, l'esercito svizzero si lancia in acquisto di carri armati Leopard II.
Nel 1986 diventa capo del Dipartimento federale dell'economia: come fervente europeista, cercò di ammettere la Svizzera nello Spazio economico europeo (EEA), ma il popolo rifiutò di accettare il trattato. Il voto è stato perso solo dallo 0,3% dei voti (voto referendario del 6 dicembre 1992). Ha ottenuto la ratifica dell'adesione dell'Organizzazione mondiale del commercio (OMC) nel 1994, senza proporre un referendum.
Alla fine del 1996 si trovò di fronte ai problemi relativi al comportamento delle banche svizzere durante la seconda guerra mondiale. Jean-Pascal Delamuraz era presidente della Confederazione quell'anno, parlò di "ricatto" del Congresso ebraico mondiale (WJC), che gli valse una serie di critiche sulla stampa internazionale. La controversia si concluderà nel gennaio 1997, dopo che Jean-Pascal Delamuraz ha presentato scuse pubbliche al presidente del Congresso ebraico, Edgar Bronfman.
Ha ricoperto la carica di Consigliere federale fino al 31 marzo 1998. Le sue dimissioni sono dovute al suo stato di salute deteriorato.
Jean-Pascal Delamuraz è stato presidente della Confederazione Elvetica negli anni 1989 e 1996 e vicepresidente nel 1988 e nel 1995.